# Collision aérienne de Cerritos
La collision aérienne de Cerritos a eu lieu le 31 août 1986 entre le Douglas DC-9 du vol Aeroméxico 498 et un Piper PA-28 au-dessus de Cerritos, dans la banlieue de Los Angeles (Californie), où les deux avions se sont écrasés, faisant 82 morts : 64 personnes à bord du DC-9, trois dans le Piper et quinze au sol.
Le rapport d'enquête du NTSB a conclu que le principal facteur ayant contribué à la collision est la pénétration du Piper, par erreur, dans un espace réglementé sans autorisation, et l'absence de réaction des pilotes qui n'ont pas vu l'autre aéronef. Le rapport a aussi mis en cause l'insuffisance du système de contrôle aérien de la Federal Aviation Administration (FAA) qui n'a pas permis d'avertir les pilotes du DC-9.
En avril 1989, un jury fédéral a attribué les responsabilités de la collision de façon égale au pilote du Piper et à la FAA et écarté toute faute de la part des pilotes d'Aeroméxico. 
À la suite de cet accident, la FAA a rendu obligatoire un système anticollision, le TCAS, sur les avions de ligne et le transpondeur mode C pour tous les avions dans certaines zones, et réorganisé les espaces aériens autour des principaux aéroports.

## Avions et équipages
Le Douglas DC-9-32 immatriculé XA-JED et baptisé Hermosillo avait été livré en avril 1969 à Delta Air Lines sous l'immatriculation N1277L avant d'entrer en service chez Aeroméxico en novembre 1979. Il était en provenance de Mexico, avec des escales à Guadalajara, Loreto et Tijuana, et se trouvait en approche vers l'aéroport international de Los Angeles. Il avait 58 passagers et six membres d'équipage à bord.
Son équipage technique était composé du commandant de bord Arturo Valdes Prom, 46 ans, et du copilote Jose Hector Valencia, 26 ans. Le commandant de bord comptait un total de 10 641 heures de vol dont 4 632 heures sur DC-9. Le copilote avait effectué 1 463 heures de vol au total, dont 1 245 heures sur DC-9.
Le Piper PA-28-181 Archer, un monomoteur à hélice immatriculé N4891F, un avion privé appartenant à la famille Kramer, avait décollé de Torrance vers 11 h 40 HNP et se trouvait en vol de croisière à destination de Big Bear City en Californie. Il était piloté par William K. Kramer, 53 ans, accompagné de son épouse et de sa fille. Kramer comptait 231 heures de vol,.

## Accident
Le dimanche 31 août 1986 vers 11 h 46 (heure locale), le DC-9 du vol Aeroméxico 498 commence sa descente vers Los Angeles. À 11 h 52, le Piper heurte l'empennage horizontal gauche du DC-9 à une altitude d'environ 6 500 pieds (1 981 mètres), arrachant le haut du cockpit du Piper et décapitant Kramer et ses deux passagers. Le Piper, très endommagé, tombe dans la cour vide de l'école primaire de Cerritos (en) aux coordonnées : 33° 51′ 55,76″ N, 118° 02′ 23,97″ O.

Photographie agrandie de l'avion plongeant vers le sol.

Le DC-9, avec son plan horizontal et une grande partie de sa dérive arrachés, se retrouve en vol sur le dos et en piqué. Il s'écrase dans l'arrière-cour d'une maison au 13426 Ashworth Place, dans un quartier résidentiel de Cerritos, et explose à l'impact,. Les débris ont été dispersés sur Holmes Avenue et sur Carmenita Road, détruisant quatre autres maisons et en endommageant sept autres,. Les 64 passagers et membres d'équipage à bord du DC-9 sont tués ainsi que 15 personnes au sol,. Dix des passagers étaient des enfants.

## Enquête
L'enquête du conseil national de la sécurité des transports américain (NTSB) a révélé que le Piper était entré dans l'espace aérien de la zone de contrôle terminale (TMA ou TCA) de Los Angeles sans l'autorisation requise. La TMA comprenait une zone triangulaire entre 6 000 et 7 000 pieds (1 800 à 2 100 mètres) d'altitude, à travers la trajectoire de vol prévue du Piper. Le Piper pouvait en toute légalité voler en dessous de 6 000 pieds sans contacter le contrôle aérien, mais au lieu de cela il est entré dans la TMA sans clairance. Le contrôleur ne l'a pas remarqué, distrait par un autre avion privé également non autorisé, un Grumman AA-5 Tiger entrant dans le nord de la TMA.

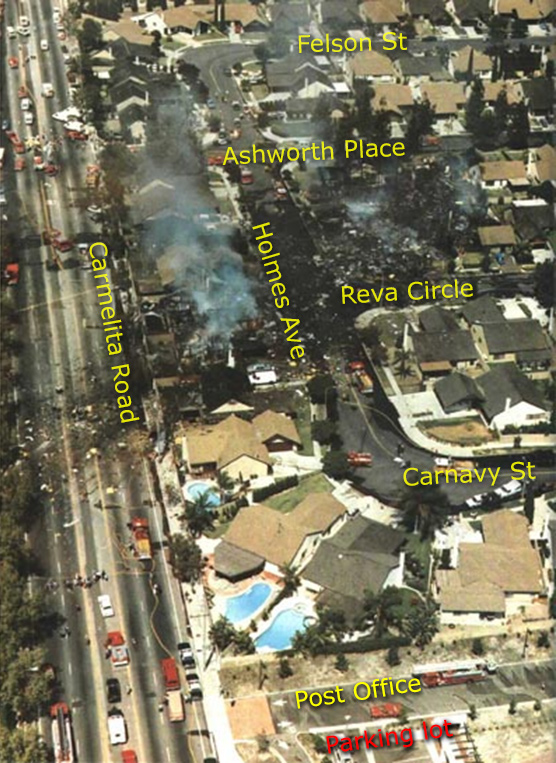
Une vue aérienne annotée du site du crash du DC-9 d'Aeroméxico.

Le Piper n'était pas (et n'était alors pas tenu d'être) équipé d'un transpondeur mode C, qui aurait indiqué son altitude au contrôleur, ni d'un TCAS (système de prévention de collision). Le Federal Air Regulations 14 CFR 91.113 (b) oblige les pilotes de tous les aéronefs à rester vigilants pour « voir et éviter » d'autres aéronefs qui pourraient se trouver sur des trajectoires de vol conflictuelles. Mais les positions relatives des deux aéronefs au moment de la collision n'ont montré aucun signe de manœuvre d'évitement par l'un ou l'autre des appareils. En effet, l'enquête a déterminé qu'il est hautement probable qu'aucun des pilotes n'a aperçu l'autre avion, bien qu'ils fussent à portée visuelle, que le ciel était dégagé et que la visibilité dépassait les 22 kilomètres. 
Lorsqu'une autopsie a révélé un blocage artériel important au cœur du pilote du Piper, le public a spéculé que Kramer avait subi une crise cardiaque, provoquant une incapacité et contribuant à la collision, mais d'autres preuves médico-légales ont écarté cette théorie, le rapport final du NTSB a écarté cette possibilité et l'erreur de Kramer a été déterminée comme étant le principal facteur ayant contribué à la collision. Le NTSB a déterminé que Kramer s'était probablement perdu et qu'il était rentré dans la TMA du contrôle de Los Angeles par inadvertance.

En juillet 1987, dans son rapport final, le NTSB conclut :
« Le NTSB détermine que la cause probable de l'accident est dû aux limites du système de contrôle de la circulation aérienne pour fournir une protection contre les collisions, notamment à cause à la fois des procédures de contrôle du trafic et de la redondance automatisée. Les facteurs ayant contribué à l'accident étaient (1) l'entrée par inadvertance et non autorisée du PA-28 dans la zone de contrôle terminal de Los Angeles et (2) les limites du concept « voir et éviter » pour assurer la séparation du trafic dans les conditions d'un conflit. »
Le rapport met en cause l'attention inadéquate portée aux avions légers par le système de contrôle aérien. Seul le DC-9 était en contact avec le contrôleur, le Piper est rentré dans un espace réglementé sans autorisation, avec un transpondeur sans transmission d'altitude (mode C). Il a mis l'accent sur les limitations du principe « voir et éviter » qui repose sur les pilotes pour éviter les collisions en surveillant le ciel, et la nécessité d'améliorer le système, sans quoi d'autres accidents de ce genre se reproduiraient,. 

## Suites judiciaires
Un jury a jugé que le DC-9 n'était pas en faute, décidant plutôt que William Kramer et la FAA ont chacun agi de manière négligente et ont la même responsabilité,,. 
Les poursuites engagées par les familles ont donné lieu au paiement par la FAA d'indemnisations estimées entre 50 et 100 millions de dollars, le patrimoine de 1,2 million de dollars laissé par le pilote du Piper, William Kramer, étant vite insuffisant.

## Évolution de la réglementation
Trois recommandations de sécurité ont été émises par le NTSB à la suite de l'accident et de la publication du rapport final,.
À la suite de cet accident et d'autres quasi-collisions dans des zones de contrôle terminales (TMA), la FAA (Federal Aviation Administration) a exigé que tous les avions à réaction dans l'espace aérien des États-Unis soient équipés d'un système anticollision (TCAS), et a exigé que les avions légers opérant dans des zones denses soient équipés de transpondeurs mode C, qui peuvent signaler leur altitude aux contrôleurs,,,.

## Médias
L'accident a fait l'objet d'un épisode dans la série télé Air Crash nommé « Perdu en plein vol » (saison 4 - épisode 7).
Un accident similaire est vu dans l'épisode de la série télévisée Breaking Bad « ABQ » (saison 2 - épisode 13). Par coïncidence, le contrôleur aérien dans l'accident réel se nommait Walter White, du même nom que le personnage principal de la série.

## Galerie

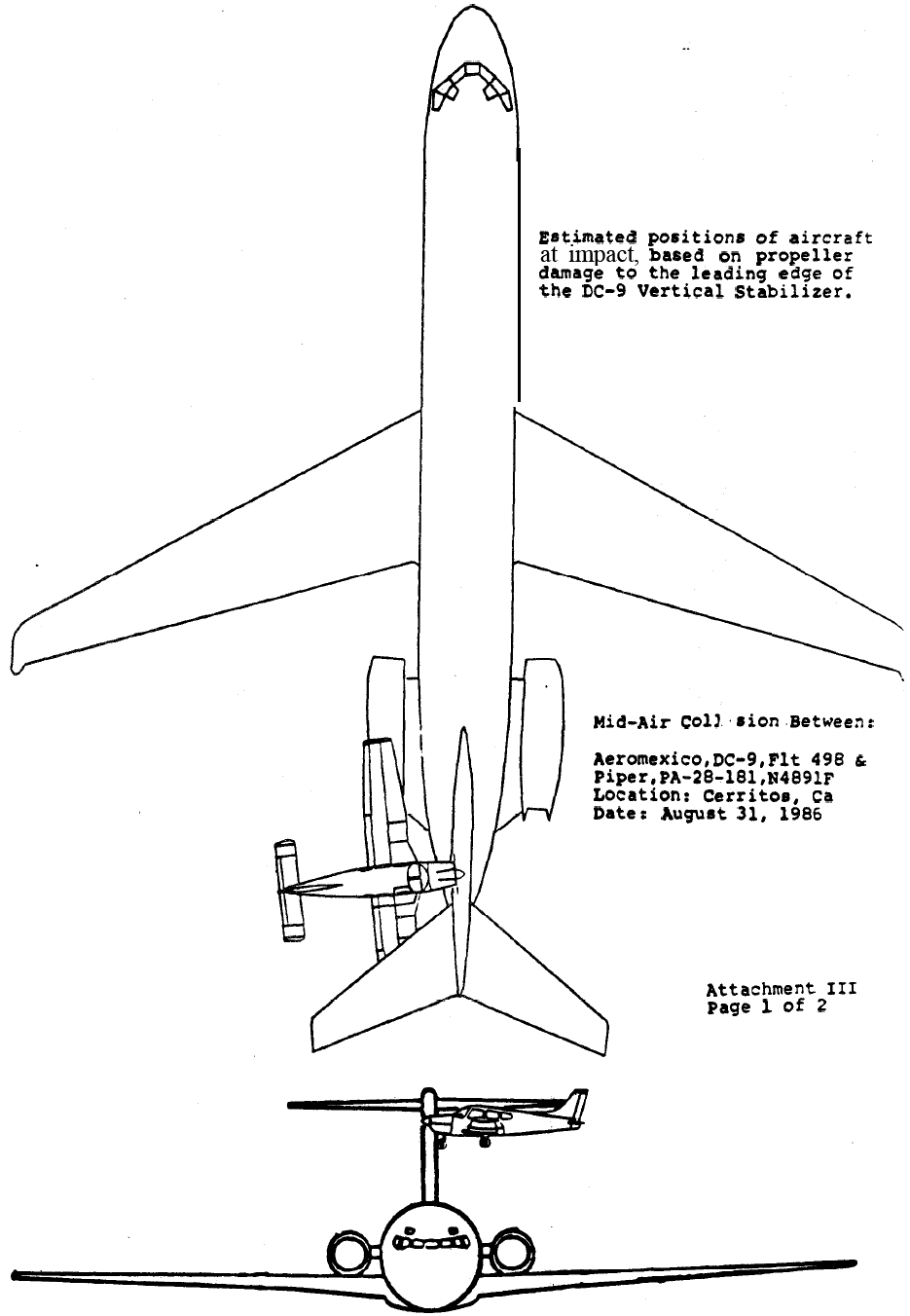
Dessin du NTSB représentant le point d'impact approximatif des deux avions.
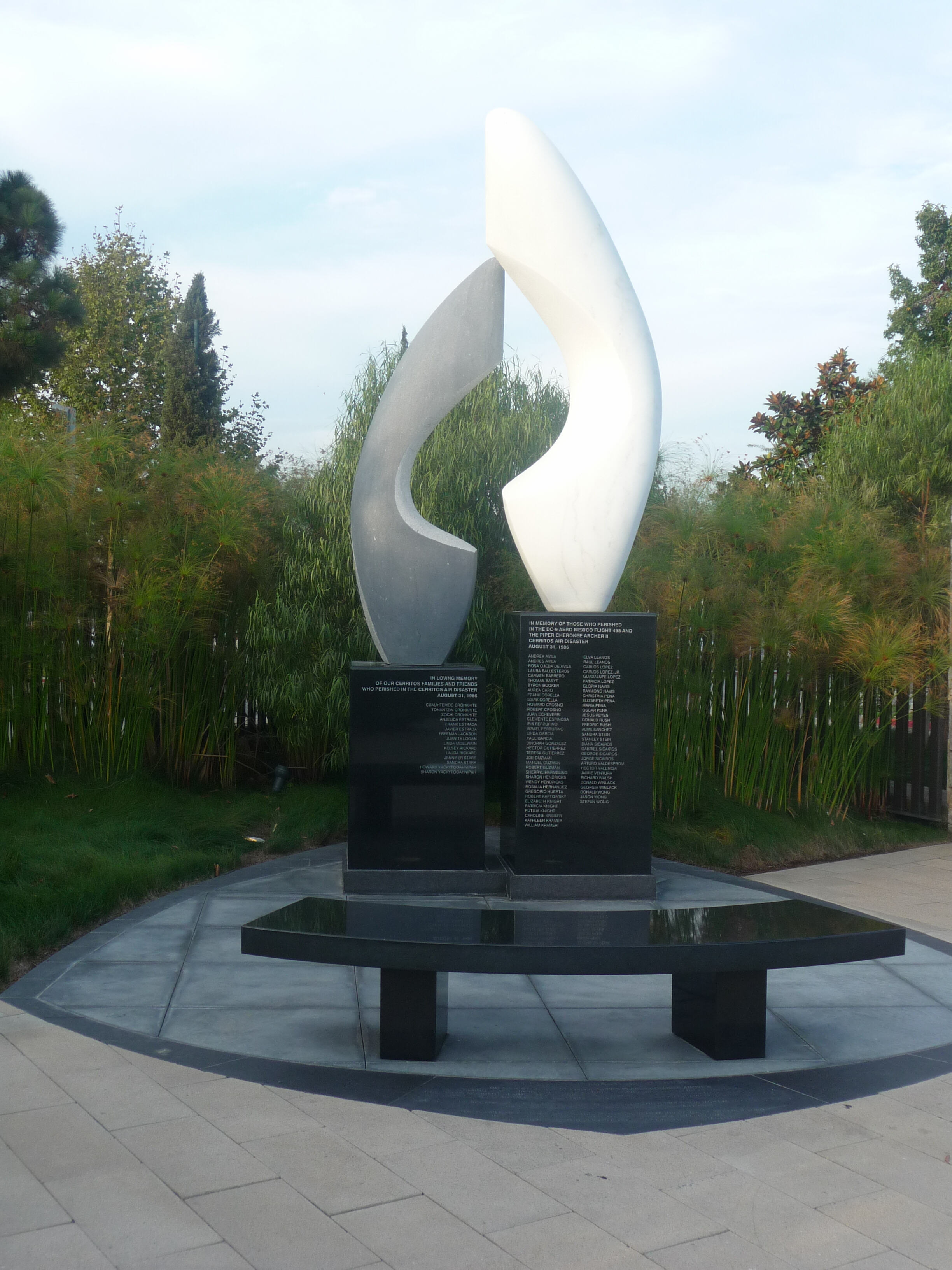
Le Cerritos Air Disaster Memorial dans le jardin de sculptures de Cerritos[30].
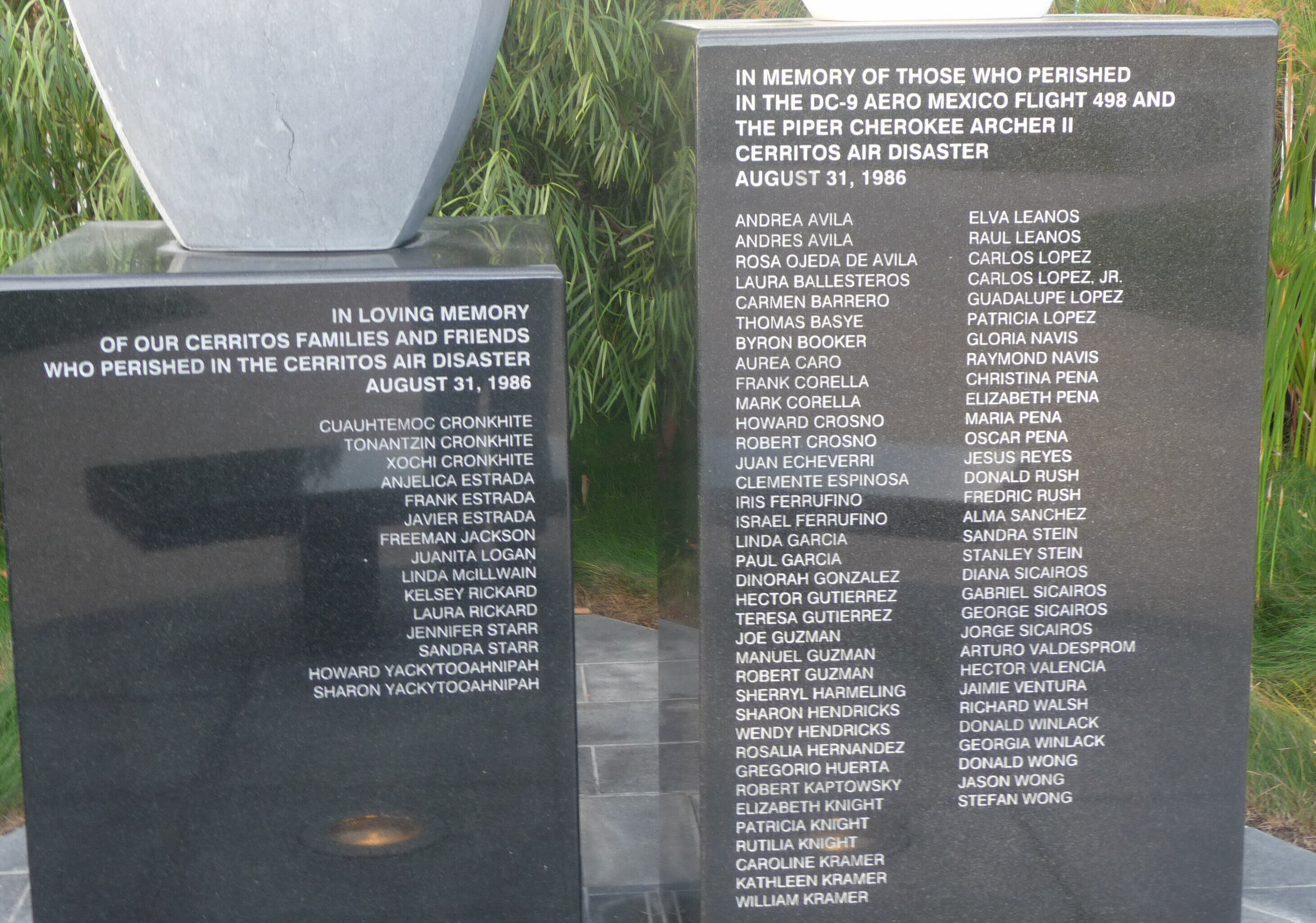
Les noms des victimes sur la plaque commémorative.
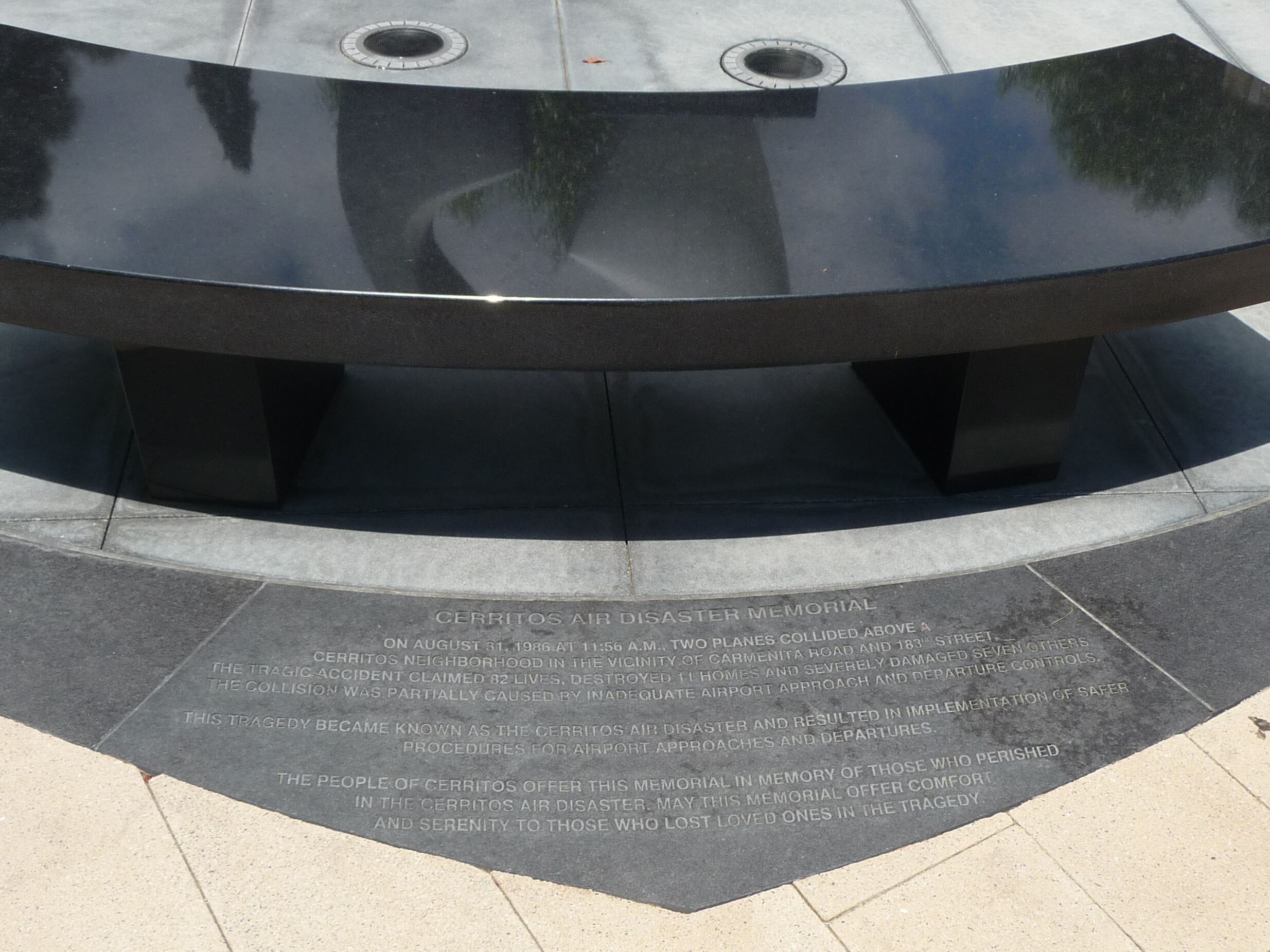
Plaque commémorative de l'Air Disaster Memorial à sa base.

### Rapport final, Conseil national de la sécurité des transports, 1987
1. 1 2 3  NTSB 1987, p. 56.
2. 1 2  NTSB 1987, p. 2.
3. ↑  NTSB 1987, p. 12.
4. 1 2  NTSB 1987, p. 38.
5. ↑  NTSB 1987, p. 5.
6. ↑  NTSB 1987, p. 42.
7. ↑  NTSB 1987, p. 52.
8. ↑  NTSB 1987, p. 52-53.
9. ↑  NTSB 1987, p. 50.

### Autres sources
1. ↑  (en) Airliners.net (photogr. Robert M. Campbell), « Aviation Photo #0347558 : McDonnell Douglas DC-9-32 - AeroMexico (XA-JED) », sur www.airliners.net, 31 janvier 1986 (consulté le 21 avril 2020).
2. 1 2  (en) Aviation Safety Network, « Accident description - Aeroméxico 498 », sur aviation-safety.net (consulté le 21 avril 2020).
3. ↑  (en) Plane Spotters, « XA-JED Aeroméxico McDonnell Douglas DC-9-30 », sur www.planespotters.net (consulté le 21 avril 2020).
4. ↑  (en) Judith Cummings, « 2 planes collide near Los Angeles; at least 69 dead » [« 2 avions entrent en collision près de Los Angeles ; au moins 69 morts »], sur www.nytimes.com, The New York Times, 1er septembre 1986 (consulté le 21 avril 2020).
5. ↑  (en) Federal Aviation Administration, « FAA Registry - Aircraft - N4891F » [« Registre FAA - Aéronefs - N4891F »], sur registry.faa.gov (consulté le 21 avril 2020).
6. ↑  (en) « Jet, plane collide near L.A. » [« Un avion à réaction et un petit avion entrent en collision près de Los Angeles »], The Spokesman-Review, 1er septembre 1996 (consulté le 21 avril 2020).
7. 1 2  (en) Tim Grobaty (photogr. AP), « Cerritos plane crash 30 years ago: ‘You either died or you didn’t’ » [« Accident d'avion à Cerritos il y a 30 ans : « soit vous mourriez, soit vous vous en sortiez » »], sur www.presstelegram.com, Press-Telegram, 30 août 2016 (consulté le 21 avril 2020).
8. ↑  (en) Russell Carollo et Bert Caldwell, « Ex-spokanite piloted plane that hit DC-9 » [« Un ancien résident de Spokane (Washington) était le pilote de l'avion qui a touché le DC-9 »], The Spokesman-Review, 2 septembre 1986 (consulté le 21 avril 2020).
9. ↑  (en) « The Story of Cerritos - Chapter 8 (1976 - 1986) » [« L'histoire de Cerritos - Chapitre 8 (1976 - 1986) »], sur menu.ci.cerritos.ca.us (consulté le 21 avril 2020).
10. ↑  (en) Steve Daley, « A picture of life just before death » [« Une image de la vie juste avant la mort »], sur www.chicagotribune.com, Chicago Tribune, 4 septembre 1986 (consulté le 21 avril 2020).
11. ↑  (en) Ed Magnuson, « Collision in the "Birdcage" » [« Collision dans la « volière » »], sur web.archive.org, Time, 24 juin 2001 (version du 22 juin 2013 sur Internet Archive).
12. ↑  (en) Los Angeles Daily News, « 1986 Aeromexico crash rained horror from the sky in Cerritos » [« L'accident d'Aeroméxico en 1986 a fait pleuvoir l'horreur du ciel à Cerritos »], sur www.dailynews.com, 14 novembre 2007 (consulté le 21 avril 2020).
13. ↑  (en) Alejandra Molina, « Photos: 25 years after Cerritos plane tragedy » [« Photos: 25 ans après la tragédie aérienne de Cerritos »], sur www.ocregister.com, Orange County Register, 1er septembre 2011 (consulté le 21 avril 2020).
14. ↑  (en) Scott Harrison, « From the Archives: Aeromexico Flight 498 crashes in Cerritos » [« Tiré des archives : le vol 498 d'Aeromexico s'écrase à Cerritos »], sur www.latimes.com, Los Angeles Times, 28 août 2019 (consulté le 21 avril 2020).
15. ↑  (en) MarieSam Sanchez, « Remembering Those Who Perished in the Aug. 31 1986 Cerritos Air Disaster » [« En souvenir de ceux qui ont péri lors de la catastrophe aérienne de Cerritos le 31 août 1986 »], sur patch.com, Patch, 31 août 2012 (consulté le 21 avril 2020).
16. ↑  (en) United Press International, « Collision Victims on DC-9 » [« Les victimes de la collision à bord du DC-9 »], sur www.nytimes.com, The New York Times, 2 septembre 1986 (consulté le 21 avril 2020).
17. ↑  (en) Federal Aviation Administration, « 14 CFR § 91.113 - Right-of-way rules: Except water operations » [« 14 CFR § 91.113 - Règles de droit de passage : sauf opérations sur l'eau »], code des règlements fédéraux (CFR), sur www.law.cornell.edu (consulté le 21 avril 2020).
18. ↑  (en) « Pilot of plane suffered heart attack » [« Le pilote de l'avion a subi une crise cardiaque »], The Spokesman-Review, 2 septembre 1986 (consulté le 21 avril 2020).
19. ↑  Dangers dans le ciel - Saison 4 - Épisode 7 - « Perdu en plein vol ».
20. 1 2  (en) Lily Leung, « How the deadly 1986 Cerritos midair collision ultimately made air travel safer for all » [« Comment la collision aérienne de Cerritos en 1986 a rendu les voyages en avion plus sûrs pour tous »], sur www.ocregister.com, Orange County Register, 1er septembre 2016 (consulté le 21 avril 2020).
21. ↑  (en) Conseil national de la sécurité des transports, « Safety Recommendation : A-87,-96 through -98 » [« Recommandation de sécurité : de A-87, -96 à -98 »] [PDF], sur www.ntsb.gov, 21 juillet 1987 (consulté le 21 avril 2020).
22. ↑  (en) Deseret News, « FAA, private pilot share blame in crash jury absolves Aeromexico in 1986 collision over L.A. suburb that killed 82 » [« La FAA et le pilote privé partagent le blâme, le jury de l'accident décharge Aeromexico lors de la collision en 1986 au-dessus de la banlieue de Los Angeles qui a tué 82 personnes »], sur www.deseret.com, 15 avril 1989 (consulté le 21 avril 2020).
23. ↑  (en) Reuters, « Jury Fixes Blame for Crash That Killed 82 » [« Un jury fixe les responsabilités sur l'accident qui a tué 82 personnes »], sur www.nytimes.com, The New York Times, 15 avril 1989 (consulté le 21 avril 2020).
24. ↑  (en) Journal of Commerce, « Jury finds FAA, dead pilot responsible for 1986 crash » [« Un jury trouve la FAA et le pilote décédé responsable de l'accident de 1986 »], sur www.joc.com, 16 avril 1989 (consulté le 21 avril 2020).
25. ↑  (en) Carol Baker, « Families of 3 killed in Aeromexico crash get $4.1 million » [« Les familles de 3 personnes tuées dans l'accident d'Aeromexico obtiennent 4,1 millions de dollars »], sur www.upi.com, United Press International, 25 juin 1990 (consulté le 21 avril 2020).
26. ↑  (en) Larry Gerber, « On the Ground, in the Air: 1986 Cerritos Crash Changed Everything » [« Au sol, dans les airs : l'accident de Cerritos en 1986 a tout changé »], sur apnews.com, Associated Press, 30 août 1996 (consulté le 21 avril 2020).
27. ↑  (en) Bruce Landsberg, « Landmark accidents: Collision over Cerritos, the accident that changed everything » [« Accidents historiques : Collision au-dessus de Cerritos, l'accident qui a tout changé »], sur www.aopa.org, 5 janvier 2001 (consulté le 21 avril 2020).
28. ↑  (en) Sid Garcia, « 30th anniversary of Cerritos plane crash marked by solemn memorial » [« 30e anniversaire de l'accident d'avion de Cerritos marqué par un mémorial solennel »], sur abc7.com, ABC7, 1er septembre 2016 (consulté le 21 avril 2020).
29. ↑  (en) Bob Baker et Cathleen Decker, « Air Controller's Nightmare: 'I Lost an Airplane' » [« Le cauchemar d'un contrôleur aérien : « J'ai perdu un avion » »], sur www.latimes.com, Los Angeles Times, 3 décembre 1986 (consulté le 21 avril 2020).
30. ↑  (en) Ville de Cerritos (Californie), « Cerritos Air Disaster Memorial » [« Mémorial de la catastrophe aérienne de Cerritos »], sur www.cerritos.us (consulté le 21 avril 2020).

### Vidéos
- (en) [vidéo] « 1986 Cerritos Airplane Crash - C1 », sur YouTube.
- (en) [vidéo] « 1986 Cerritos Airplane Crash - C3 », sur YouTube.
- (en) [vidéo] « 1986 Cerritos Airplane Crash - A4 », sur YouTube.
- (en) [vidéo] « 1986 Cerritos Airplane Crash - KC1 », sur YouTube.
- (en) [vidéo] « Cerritos Airplane Crash 1986 », sur YouTube.
- (en) [vidéo] CBS Los Angeles, « Cerritos Plane Crash Remembered 30 Years Later », sur YouTube.